# Robert Walter Weir

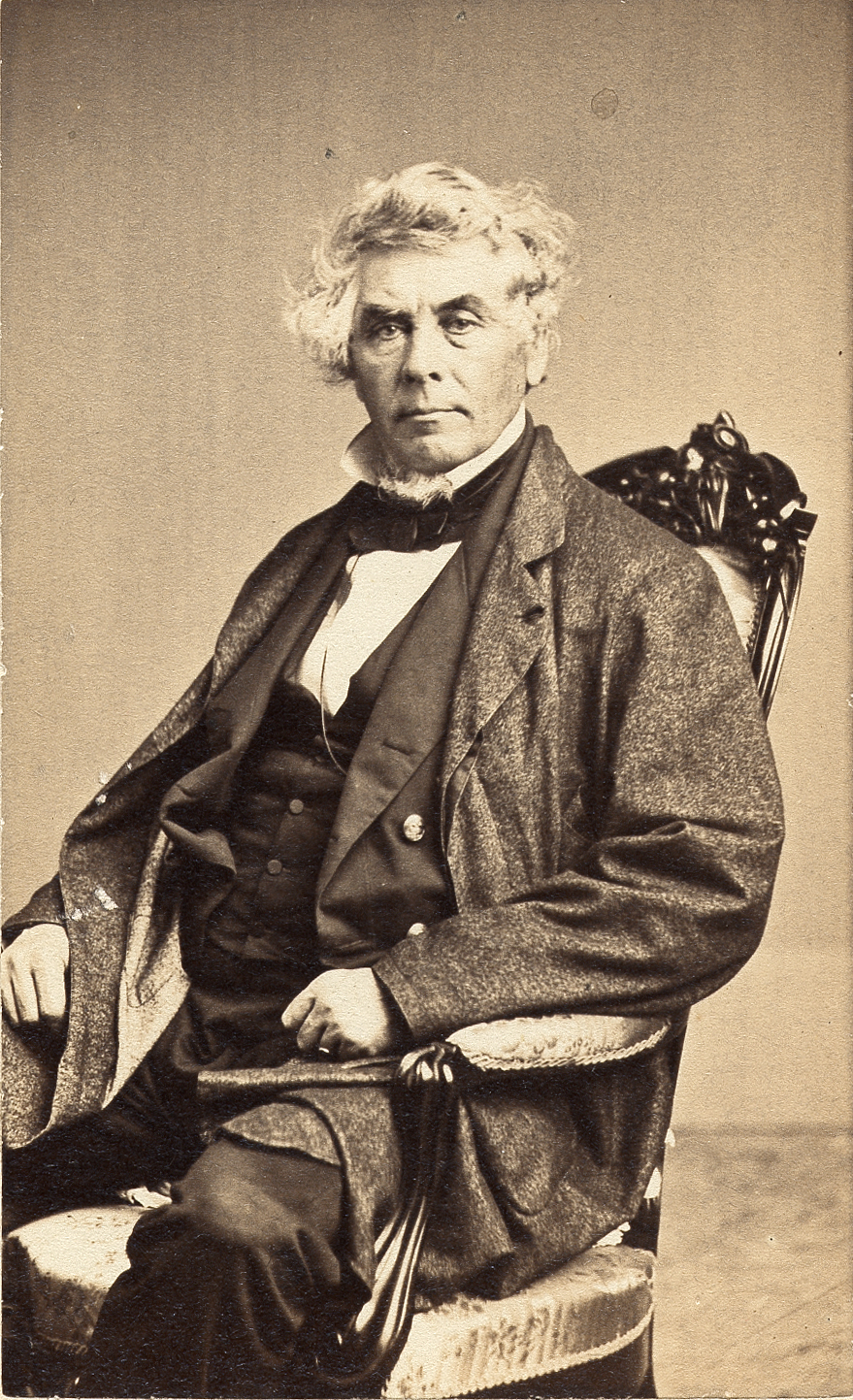
Robert Walter Weir, omkring 1864.

Robert Walter Weir, född den 18 mars 1803 i New York, död där den 1 maj 1889, var en amerikansk målare. Han var far till målarna John Ferguson Weir och Julian Alden Weir.
Weir studerade i hemlandet, i Paris och i Italien (under Pietro Benvenuti i Florens) och intog en framträdande plats i sitt lands konstliv. Åren 1834–1876 var han lärare (från 1846 med titeln professor) i teckning vid militärakademin i West Point. Weir blev 1829 ledamot av National Academy of Design. Han målade historiebilder och porträtt. Bland hans verk märks Pilgrimernas avfärd (1845, i Kapitoliums rotunda i Washington), Aftonen efter korsfästelsen (1867), Dante och Vergilius korsar Styx (1869), Kristus på Oljeberget (1877) och Columbus inför rådet i Salamanca (1884).